# Liste der Kulturdenkmale in Buchhorst
In der Liste der Kulturdenkmale in Buchhorst sind alle Kulturdenkmale der schleswig-holsteinischen Gemeinde Buchhorst (Kreis Herzogtum Lauenburg) aufgelistet (Stand: 10. März 2025).

## Legende
In den Spalten befinden sich folgende Informationen:
- Objekt-ID: die Nummer des Kulturdenkmales
- Lage: die Adresse des Kulturdenkmales und die geographischen Koordinaten. Kartenansicht, um Koordinaten zu setzen. In der Kartenansicht sind Kulturdenkmale ohne Koordinaten mit einem roten Marker dargestellt und können in der Karte gesetzt werden. Kulturdenkmale ohne Bild sind mit einem blauen Marker gekennzeichnet, Kulturdenkmale mit Bild mit einem grünen Marker.
- Offizielle Bezeichnung: Bezeichnung des Kulturdenkmales
- Beschreibung: die Beschreibung des Kulturdenkmales
- Bild: ein Bild des Kulturdenkmales

## Sachgesamtheiten
| Objekt-ID | Lage                                       | Offizielle Bezeichnung  | Beschreibung | Bild |
| --------- | ------------------------------------------ | ----------------------- | --- | ---- |
| 35601     | Dorfstraße 15 (53° 23′ 6″ N, 10° 34′ 6″ O) | Hofanlage Dorfstraße 15 | Die Hofanlage in der Dorfstraße 13–15 ist ein regionaltypisches Ensemble aus dem 18. Jahrhundert. Die Anlage besteht aus einem Fachhallenhaus, einer Stallscheune und einem Nebengebäude. Auf dem Grundstück befinden sich Hausbäume und eine Einfriedung mit Zufahrtspfeilern. - Begründung: geschichtlich, Kulturlandschaft prägend - Schutzumfang: Fachhallenhaus mit Hausbäumen, Einfriedung mit Zufahrtspfeilern, Nebengebäude, Stallscheune Bauliche Anlagen | BW   |

## Bauliche Anlagen
| Objekt-ID | Lage                                       | Offizielle Bezeichnung | Beschreibung | Bild |
| --------- | ------------------------------------------ | ---------------------- | --- | ---- |
| 2685      | Dorfstraße 13 (53° 23′ 7″ N, 10° 34′ 6″ O) | Fachhallenhaus         | Das Fachhallenhaus aus dem 18. Jahrhundert ist regionaltypisch und anschaulich erhalten. Es hat ein reetgedecktes Halbwalmdach und eine Einfriedung mit Zufahrtspfeilern. - Begründung: geschichtlich, Kulturlandschaft prägend - Schutzumfang: Fachhallenhaus, Hausbäume, Einfriedung mit Zufahrtspfeilern - Denkmaltyp: Bauliche Anlage, Sachgesamtheit: Hofanlage Dorfstraße 15 | BW   |